# Sheri-Ann Brooks
Sheri-Ann Brooks (Kingston, Jamaica, 11 de febrero de 1983) es una atleta jamaicana, especialista en la prueba de 4 x 100 m, con la que ha logrado ser campeona mundial en 2013.

## Carrera deportiva
En el Mundial de Osaka 2007 gana la medalla de plata en los relevos 4 x 100 metros, con un tiempo de 42.01 segundos que fue mejor marca personal, tras Estados Unidos, y por delante de Bélgica, y siendo sus compañeras de equipo: Kerron Stewart, Simone Facey y Veronica Campbell.
Y seis años más tarde, en el Mundial de Moscú 2013 gana el oro en la misma prueba.